# Damòcrit de Calidó
Damòcrit de Calidó (en llatí Damocritus, en grec antic Δαμύκριτος) fou estrateg de la Lliga Etòlia l'any 200 aC, nascut a Calidó, a Etòlia.
En les discussions que es van establir sobre si s'havia de buscar una aliança amb els romans, Damòcrit, que es creu que havia estat subornat pel rei macedoni, es va oposar a l'aliança amb la república romana.
El 199 aC va formar part d'un grup d'ambaixadors dels diversos estats grecs a negociar amb Roma. L'any 193 aC els etolis el van enviar com ambaixador a veure Nabis d'Esparta al que va demanar de fer la guerra contra Roma. El 192 aC quan Tit Quint Flaminí va anar a Etòlia per intentar convèncer-los d'una aliança, Damòcrit va fer el darrer intent contra Roma, i no sols es va oposar als romans sinó que va insultar a Flaminí i el va amenaçar de discutir la qüestió a la vora del Tíber.
Però la situació es va tòrcer. L'any 191 aC els etolis van ser derrotats a Traquis prop del Mont Eta i Damòcrit va caure presoner dels romans i junt amb altres caps grecs va ser portat a Roma escortat per dues cohorts i empresonat a la Lautumia. Poc abans de la celebració del triomf on havia de desfilar com a presoner, es va poder escapar, però en veure que no podia anar gaire lluny es va llençar sobre la seva pròpia espasa i es va matar, segons diuen Titus Livi i Polibi.